# Jonestown
"Jonestown" era o nome informal para o Projeto Agrícola do Templo do Povo, uma organização religiosa estadunidense sob a liderança de Jim Jones, no noroeste da Guiana. Jonestown tornou-se internacionalmente infame quando, em 18 de novembro de 1978, um total de 918 pessoas morreram no assentamento; na pista de pouso próxima, em Port Kaituma; e em um prédio administrado pelo Templo em Georgetown, capital da Guiana. O nome do assentamento tornou-se sinônimo dos incidentes nesses locais.
Tratava-se de uma tentativa de construir uma comunidade rural autossustentável em um local com solo pobre e com pouca água doce. Além disso, a comunidade estava superpovoada quando se leva em conta os recursos disponíveis nas proximidades. Essas circunstâncias contribuíram para a deterioração das condições de vida no local.

## Histórico

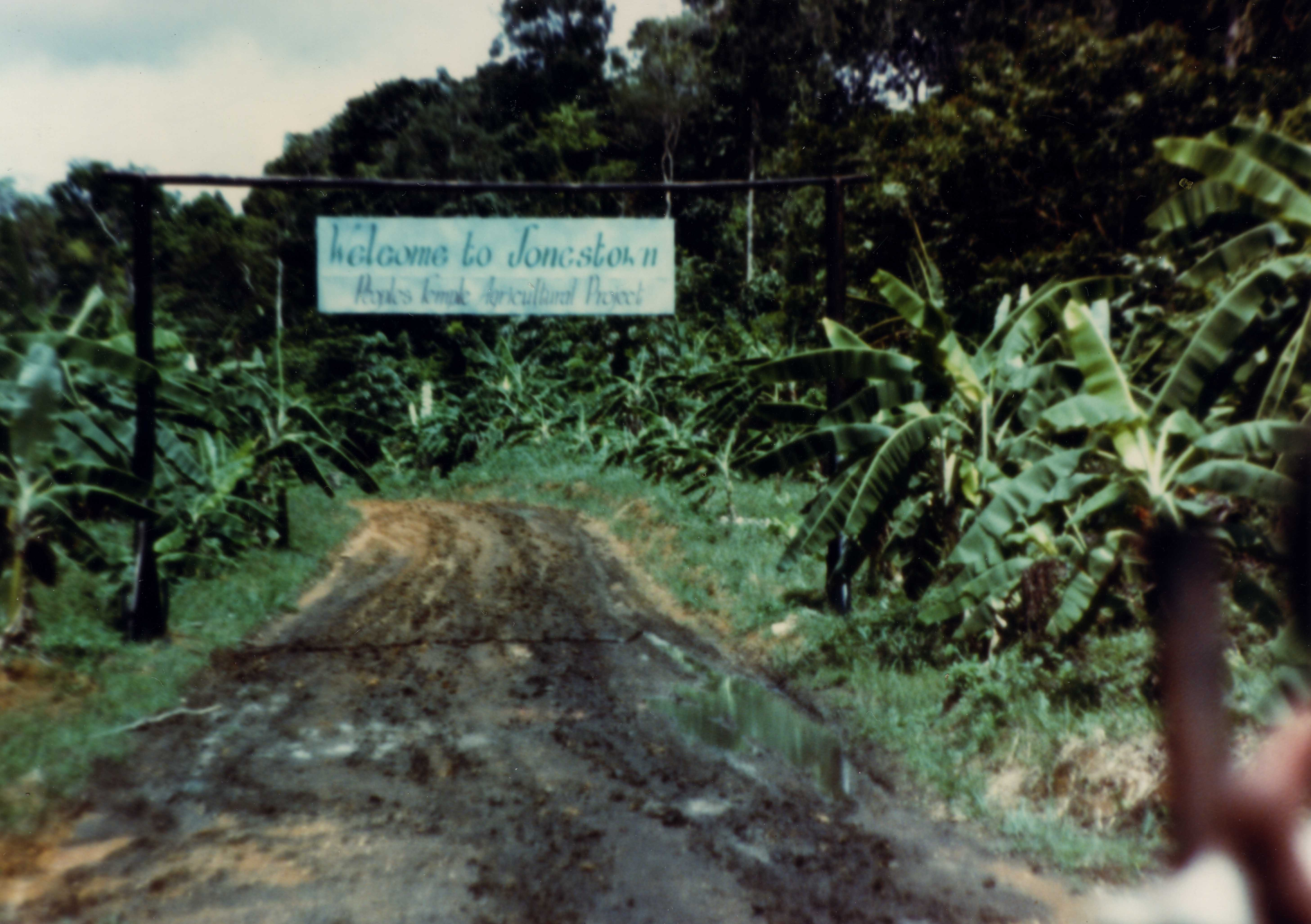
Entrada da comunidade.

O local tornou-se internacionalmente famoso quando, em 18 de novembro de 1978, mais de 900 pessoas morreram na comuna remota, na pista nas proximidades de Porto de Kaituma e, em Georgetown, capital guianense.
Um total de 909 estadunidenses morreram em Jonestown. Todos, menos dois, por envenenamento através da ingestão de cianeto, em um evento denominado por Jones e alguns membros do culto como "suicídio revolucionário". Os envenenamentos em Jonestown foram associados ao assassinato de cinco pessoas por membros do Templo em Porto de Kaituma, incluindo o congressista Leo Ryan. Quatro outros membros do Templo morreram em Georgetown por ordens de Jones.
O ocorrido em Jonestown normalmente é classificado como um "suicídio em massa", embora algumas fontes, incluindo sobreviventes de Jonestown, considerem que as mortes tenham sido parte de um assassinato em massa. Foi o maior evento deste tipo na história moderna e resultou na maior única perda de vidas civis norte-americanas em um ato deliberado até o dia 11 de setembro de 2001. Nos últimos anos, o massacre de Jonestown tem sido alvo de várias teorias da conspiração.

### Assassinato de Leo Ryan

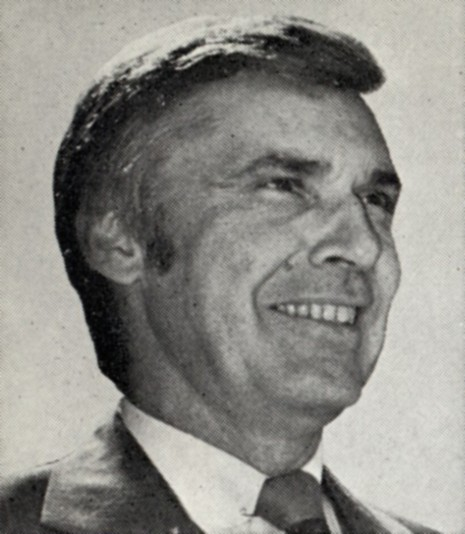
Congressista Leo Ryan

O próprio Jones foi acusado de manter sob sua custódia John Victor Stoen, filho biológico de Timothy Stoen, que deixara o Templo em 1977. Stoen apelou ao congressista democrata Leo Ryan, para apelar pela custódia do filho junto ao presidente guianense Forbes Burnham. Em novembro de 1978, o Congresso dos Estados Unidos autorizou uma viagem de Leo Ryan para a Guiana, com a assistência de repórteres da NBC, para investigar as acusações de sequestro movidas contra Jones, bem como informações de que os membros da comunidade em Jonestown viviam miseravelmente.
Ryan e sua comitiva foram recebidos calorosamente em Jonestown, em 17 de novembro de 1978, o que gerou um comentário positivo do congressista a respeito das condições de vida na comunidade isolada na floresta. Porém, no dia seguinte, a deserção de alguns membros da comunidade (que quiseram se reunir ao retorno da comitiva) criou um clima de tensão no local. Jones concordou com a saída, denunciando os desertores como traidores, e à tarde, Ryan foi atingido por um ataque desferido com faca e teve que apressar a retirada de Jonestown.
Ao chegar à pista de pouso do Porto de Kaituma, o avião que deveria levar Leo Ryan e sua comitiva foi alvejado pela guarda que fazia a segurança de Jim Jones. Ryan, três repórteres e uma ex-integrante da seita foram mortos. Foi a única vez em que um congressista dos Estados Unidos foi assassinado no cumprimento do dever.

### Massacre
Mais tarde, naquele mesmo dia, os 909 habitantes de Jonestown, incluindo 304 crianças, morreram de envenenamento por cianeto, principalmente em torno do pavilhão principal do assentamento. Isto resultou no maior número de civis estadunidenses mortos em um ato deliberado até os ataques terroristas de 11 de setembro de 2001. O FBI recuperou mais tarde uma gravação de áudio de 45 minutos do suicídio em andamento.
Na gravação, Jones diz aos membros do Templo que a União Soviética, país com o qual a seita tinha negociado um êxodo em alguns meses, não iria levá-los após os assassinatos do congressista Leo Ryan e de membros da imprensa. A razão dada por Jones para cometer suicídio foi consistente com a sua declaração anterior sobre agências de inteligência que supostamente conspiravam contra o Templo, ao dizer que eles iriam "atirar em alguns dos nossos bebês inocentes" e "torturar nossos filhos, torturar alguns dos nossos membros, torturar nossos idosos".

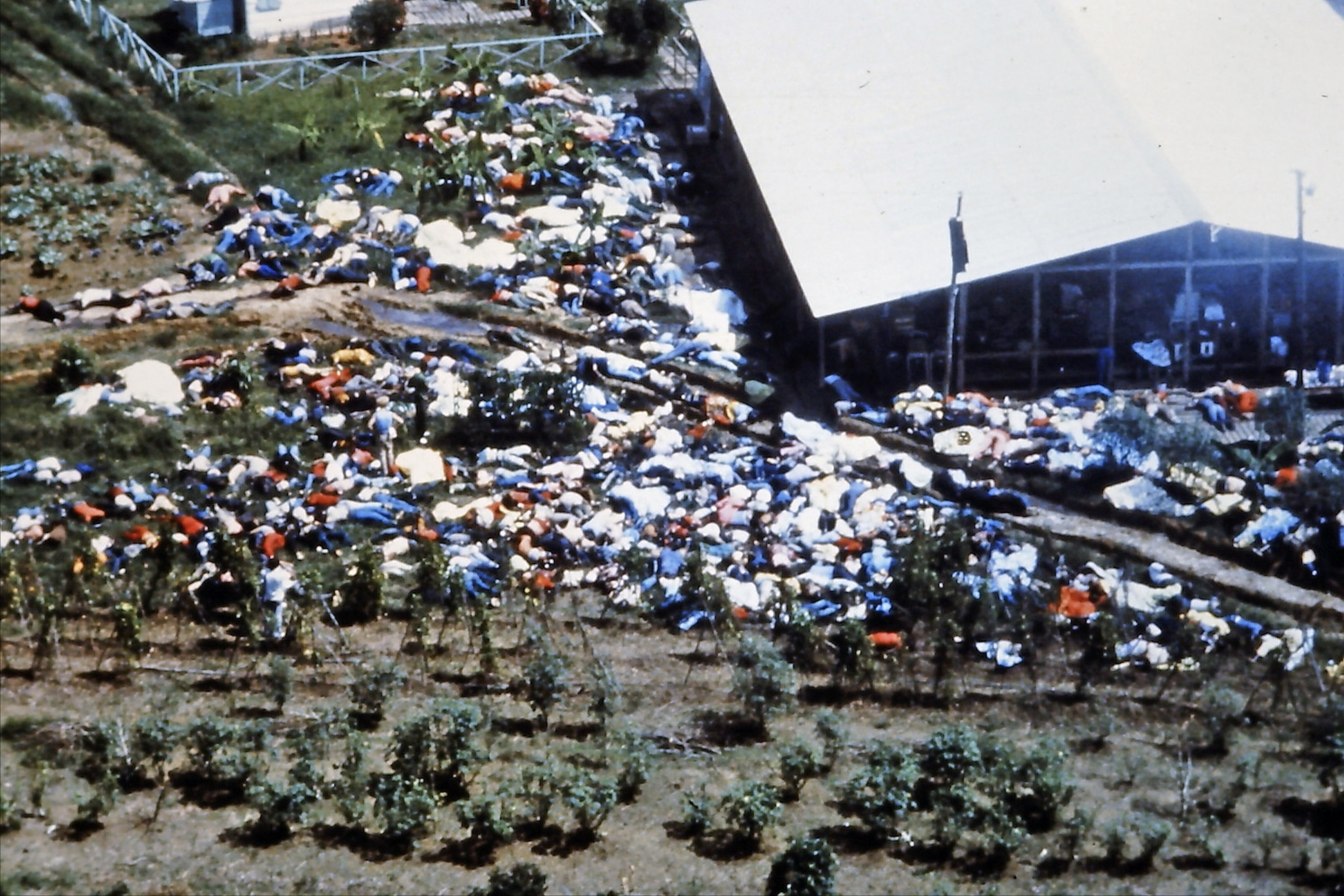
Fotografia aérea dos corpos dos seguidores de Jim Jones após o suicídio coletivo

Jones e vários membros passaram então a argumentar que o grupo deveria cometer um "suicídio revolucionário" ao beber suco de uva com cianeto e sedativos. Quando os membros gritaram, aparentemente, Jones aconselhou: "Parem com essa histeria! Este não é o caminho para as pessoas que são socialistas ou comunistas morrer. Este não é jeito que nós vamos morrer. Devemos morrer com um pouco de dignidade". Jones podia ser ouvido dizendo: "não tenha medo de morrer" e que a morte é "apenas uma passagem para outro plano" e que é "uma amiga". No final da fita, Jones conclui: "Nós não cometemos suicídio; cometemos um ato de suicídio revolucionário para protestar contra as condições de um mundo desumano".
O suicídio em massa tinha sido previamente ensaiado em eventos simulados chamados "Noites Brancas" com alguma regularidade. Durante pelo menos uma dessas "Noites Brancas", membros beberam um líquido que Jones disse-lhes, falsamente, que era veneno.
De acordo com membros do Templo que conseguiram escapar, as crianças receberam a bebida primeiro e as famílias foram orientadas a deitarem-se juntas. Segundo Oddel Rhodes, um dos sobreviventes, uma mulher chamada Christine Miller tentou, sem êxito, se opor ao massacre. Além disso, o grupo estava cercado por guardas armados que impediram a fuga de quase todos os que discordaram daquela decisão. Leslie Mootoo, o primeiro médico que chegou ao local logo após o evento, sustentou a tese de que maioria das mortes foi homicídio e não suicídio, com base no fato de que 83 dos 100 corpos, que ele examinou, tinham perfurações de agulha nas costas de seus ombros, o que indica que o veneno foi injetado contra a vontade das vítimas. Outros sobreviventes, como os advogados Charles Garry e Mark Lane, relataram que ouviram gritos e tiros quando estavam escondidos na floresta.
Jones foi encontrado morto em uma cadeira de praia com um tiro na cabeça, ferimento esse que o legista guianense Cyrill Mootoo declarou ser consistente com uma ferida de bala auto-infligida. No entanto, o filho de Jones, Stephan, acredita que seu pai pode ter pedido para que alguém atirasse contra ele. Uma autópsia do corpo de Jones também apresentou níveis altos do barbitúrico Pentobarbital que pode ser letal para os seres humanos que não desenvolveram tolerância fisiológica. Jones fazia uso de drogas (como LSD), o que foi confirmado por seu filho, Stephan, e o médico de Jones em São Francisco.

## Consequências

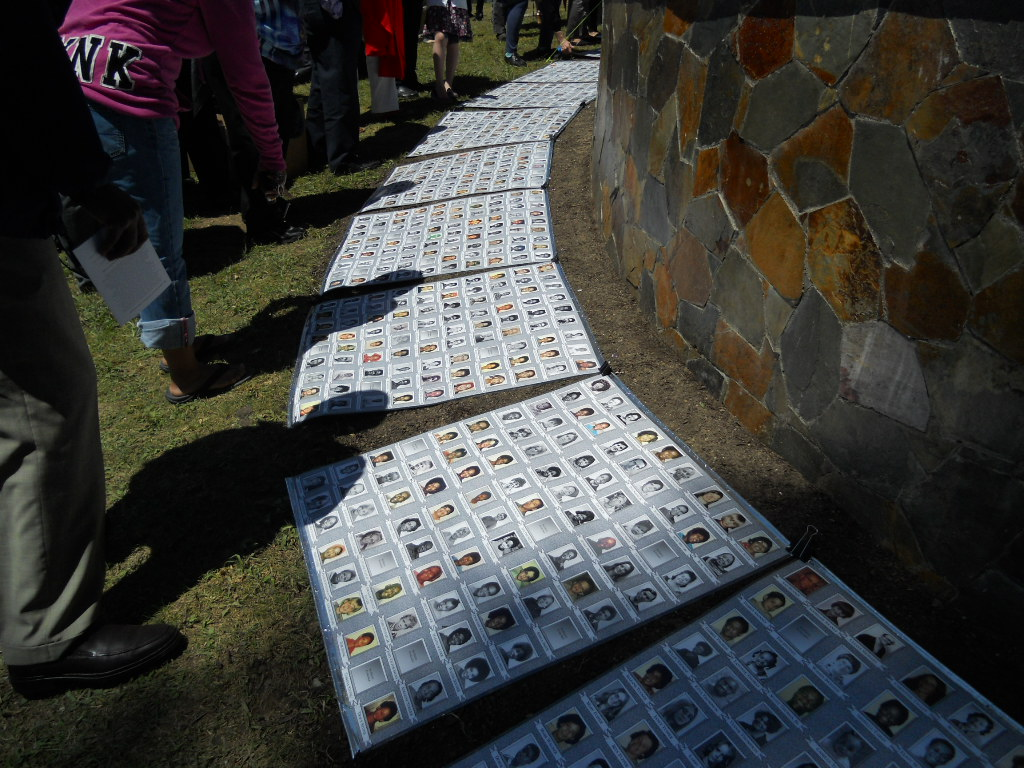
Fotos dos mortos em um memorial

Um avião do governo da Guiana chegou na manhã seguinte para evacuar os feridos. Cinco membros adolescentes das famílias Parks e Bogue, com um namorado, seguiram as instruções do desertor Gerald Parks para se esconder na selva adjacente até que a ajuda chegasse e sua segurança fosse garantida. Depois disso, esse grupo ficou perdido por três dias na selva e quase morreu. Os soldados guianenses acabaram por encontrá-los.
Novecentos e doze dos 918 mortos, incluindo o próprio Jones, foram coletados pelos militares dos Estados Unidos na Guiana, depois transportados por um avião de carga militar para a Base da Força Aérea de Dover, em Dover, Delaware, local anteriormente usado para o processamento em massa dos mortos do desastre aéreo de Tenerife. A última remessa de corpos chegou cedo na manhã de 27 de novembro de 1978. O necrotério da base foi encarregado das impressões digitais, identificação e processamento dos corpos. Os recursos da base ficaram sobrecarregados e vários indivíduos encarregados de mover ou identificar os corpos sofreram sintomas de TEPT. Em muitos casos, a responsabilidade pela cremação dos restos mortais foi distribuída nas casas funerárias da área de Dover. Em agosto de 2014, os restos cremados, nunca reivindicados, de 9 pessoas de Jonestown foram encontrados em uma antiga casa funerária em Dover. Em setembro de 2014, quatro desses restos mortais haviam sido devolvidos aos parentes mais próximos e os cinco restantes não. Esses cinco foram identificados publicamente na esperança de que as famílias os reivindicassem.
O evento foi amplamente coberto pela mídia e fotografias do ocorrido adornaram capas de jornais e revistas durante meses após a sua ocorrência. Foi rotulado como "seita da morte" pelas revistas Time e Newsweek. Em fevereiro de 1979, 98% dos americanos consultados disseram ter ouvido falar da tragédia. George Gallup afirmou que "poucos eventos, de fato, em toda a história da pesquisa Gallup são conhecidos por uma porcentagem tão alta do público americano".

### Antigo local
Agora deserto, o complexo de Jonestown foi vigiado pelo governo da Guiana após as mortes. O governo então permitiu sua reocupação por refugiados hmong do Laos por alguns anos no início dos anos 1980, o que nunca ocorreu de fato. Os prédios e os terrenos foram saqueados pelo povo local, mas não foram retomados por causa de sua associação com o assassinato em massa. Os edifícios foram destruídos principalmente por um incêndio em meados da década de 1980, após o qual as ruínas foram deixadas em decomposição e recuperadas pela selva.
Durante uma visita para gravar um segmento do noticiário da ABC em 20/20 em 1998, Jim Jones Jr., filho adotivo do líder da seita, descobriu os restos enferrujados de um tambor de óleo perto da entrada anterior do pavilhão. Jones reconheceu o tambor, originalmente adaptado para uso durante as refeições, como o tambor usado para misturas de bebidas durante os exercícios da Noite Branca e que ele acreditava ter sido usado para manter a mistura de veneno e suco com sabor de uva durante os eventos de 18 de novembro de 1978.
Em 2003, com a ajuda de Gerry Gouveia, um piloto envolvido na limpeza de Jonestown, uma equipe de televisão gravando um especial para o 25º aniversário do evento retornou ao local para descobrir quaisquer artefatos restantes. Embora o local estivesse coberto de vegetação densa, a equipe descobriu um moinho de mandioca em pé (possivelmente a maior estrutura restante), os restos de um trator (especulado como o mesmo trator usado pelos atiradores da pista de pouso), um gerador, um armário de arquivo, um caminhão tombado próximo ao local da casa de Jones, uma bomba de combustível e outros itens diversos menores. Gouveia também levou a equipe ao antigo local do pavilhão, onde encontraram os restos de um tambor de aço, um órgão e margaridas crescendo onde os corpos já estiveram.